# 卡利诺沃农村居民点 (别尔哥罗德州)
卡利诺沃农村居民点（俄语：Калиновское сельское поселение）是俄罗斯联邦别尔哥罗德州赤卫军区所属的一个农村居民点。其下辖有7个居民点，行政中心为卡利诺沃。据2016年统计，该农村居民点的人口为847人。